# Trò chuyện (album)
Trò chuyện là mini-album đầu tay của nghệ sĩ vĩ cầm Việt Nam Hoàng Rob, được phát hành vào ngày 31 tháng 7 năm 2019.

## Bối cảnh và phát hành
Ngày 31 tháng 7 năm 2019, Hoàng Rob giới thiệu mini-album đầu tay mang tên Trò chuyện tại thành phố Hồ Chí Minh. Album bao gồm 5 ca khúc mới được sáng tác bởi các nhạc sĩ Khắc Hưng, Hoàng Dũng, Ngô Hoàng Huy, Quốc Juro và được Khắc Hưng, Thành Vương, Anh Vũ, Duy Khánh hòa âm, phối khí, bên cạnh bản phối mới của ca khúc "Mây bay cuối trời" (Trần Thu Hà). Kiều Anh, Thu Phương, Quang Dũng, Đức Phúc và Lê Hiếu là các ca sĩ tham gia dự án này. Quá trình thực hiện gặp chút khó khăn về không gian và thời gian do nhiều nghệ sĩ ở nước ngoài. Bản thân Hoàng Rob cũng rất cẩn thận trong việc lựa chọn ca khúc, thậm chí chỉnh sửa từng nốt.
"Âm nhạc không còn để thể hiện cá tính của bản thân [Hoàng], mà âm nhạc cần phải chạm được đến số đông khán giả... Cũng có nhiều thử thách, vì làm thế nào để trong phần chuyên sâu làm nhạc mà có thể thể hiện được vĩ cầm như một giọng ca, để tất cả có thể cùng tôn nên một bức tranh đẹp."
Hai video âm nhạc trích từ album "Thế là thôi" và "Đừng rời xa tôi" được ra mắt vào tháng 7 năm 2019 và tháng 1 năm 2020. Ngoài các ấn bản CD và kỹ thuật số, album còn được phát hành hạn chế với 50 bản đĩa than.

## Đón nhận
Về album này, báo điện tử Vietnamplus đánh giá rất cao sự "trưởng thành" của Hoàng Rob khi một mình trực tiếp lựa chọn bài và nghệ sĩ cộng tác, quan trọng hơn cả đó là khao khát "bình dân hóa âm nhạc cổ điển". Tờ báo cũng nhấn mạnh sự hài hòa trong phong cách của 6 ca sĩ, đồng thời khẳng định Hoàng Rob "luôn tự nỗi lực đổi mới mình, mang đến làn gió mới cho nhạc Việt".
Báo Tuổi trẻ nhấn mạnh "tiếng violin đã có cơ hội “trò chuyện” và đi cùng tiếng hát trong suốt hành trình từ đầu đến cuối ca khúc", đồng thời ca ngợi Hoàng Rob đã để các ca sĩ phát huy được đúng các thế mạnh trình diễn của họ.
Đài truyền hình Việt Nam khen ngợi "tính giản dị" trong màu sắc pop ballad của album để tạo nên "cuộc song hành ngoạn mục, đầy cảm xúc" giữa tiếng đàn vĩ cầm và giọng hát "để kể với khán giả những câu chuyện tình yêu lắng đọng". Đài truyền hình Quảng Bình thì ghi nhận Trò chuyện đã "định hình phong cách, tư duy chơi nhạc của Hoàng Rob với sự giao thoa giữa cổ điển và hiện đại, dân gian và đương đại, mang đậm màu sắc cá nhân nhưng vẫn hướng đến số đông."

## Danh sách bài hát
Tất cả các ca khúc được hòa âm bởi Hoàng Rob và Khắc Hưng.
| STT | Nhan đề              | Sáng tác        | Ca sĩ       | Thời lượng |
| --- | -------------------- | --------------- | ----------- | ---------- |
| 1.  | "Ngày đó ta gặp lại" | Khắc Hưng       | Thu Phương  | 4:35       |
| 2.  | "Đừng rời xa tôi"    | Nguyễn Anh Quốc | Đức Phúc    | 6:10       |
| 3.  | "Tặng"               | Hoàng Dũng      | Quang Dũng  | 5:28       |
| 4.  | "Thế là thôi"        | Ngô Hoàng Huy   | Lê Hiếu     | 5:32       |
| 5.  | "Độc ẩm"             | Khắc Hưng       | Kiều Anh    | 3:57       |
| 6.  | "Mây bay cuối trời"  | Khắc Hưng       | Trần Thu Hà | 4:10       |